# Pandanus kusaicolus
Pandanus kusaicolus är en enhjärtbladig växtart som beskrevs av Ryozo Kanehira. Pandanus kusaicolus ingår i släktet Pandanus och familjen Pandanaceae. Inga underarter finns listade.